# إنماكولادا غوايتا فانيو
إنماكولادا غوايتا فانيو (22 مارس 1965) سياسية إسبانية تنتمي إلى حزب الشعب.
متزوجة ولها ثلاثة أطفال، وانضمت إلى حزب الشعب في عام 1983. أصبحت فيما بعد رئيسة فرع بيكاسنت من حزب الشعب، وانتُخبت في مجلس بيكاسنت في عام 1999.
بالنسبة للانتخابات العامة لعام 2008 تم وضعها في المركز الحادي عشر على قائمة الحزب لمقاطعة فالنسيا، وهي منطقة فاز فيها حزب الشعب بسبعة مقاعد فقط في الانتخابات السابقة. ومع ذلك فإن مكاسب حزب الشعب واستقالة ثلاثة من أعضاء الحزب في الكونجرس تعني أنها انضمت إلى الكونغرس في أغسطس 2009 كبديل لخوسيه ماريا ميكافيلا التي استقالت «لأسباب شخصية وعائلية» في لجنة العدل.